# Боривоје Домановић
Боривоје Домановић (1908–1990) из Лисица мање је познат мајстор драгачевске клесарске школе. Био је син и ученик врсног каменоресца Филипа Домановића са којим је израдио је групу крајпуташа крај цркве у Самаили.

## Живот
Био је најмлађи од свих Филипових синова. У Првом светском рату, док је још био дете, настрадала су тројица његове браће, а отац као трећепозивац заробљен и интерниран у Мађарску. По повратку из заробљеништва отац га је обучио длету, па су двадесетих и тридесетих година заједно израђивали надгробнике и крајпуташе широм Доњег Драгачева и у сливу Западне Мораве.

## Дело
Уз Тихомира Петронијевића један је од последњих представника драгачевске школе каменореза. Наставио да следи архитектонске и стилске новине које је Филип Домановић унео је у обраду споменика (стубићи који носе лучно надсвође, „класицистички” флорални орнаменти), а што је касније широко прихваћено у каменорезу западне Србије.

### Типологија споменика
Споменике је најчешће израђивао од пуховског пешчара у облика стуба покривеног „капом”.

### Орнаментика и религиозни симболи
Одликује га вешта обрада флоралних орнамената и симболичних мотива (голубови који зобљу грожђе). Од религиозних симбола приказивао је Распећа на крстовима, а од предмета кандила и чираке са свећама.

### Фигуралне представе
Након Првог светског рата, заједно са оцем Филипом исклесао је велики број надгробника и крајпуташа војницима палим на солунском фронту и другим ратиштима. Војници су приказани у ставу пушком „к нози”, окићени реденицима и медаљама на грудима, округластих достојанствених лица испод дубоких шајкача.

### Епитафи
Надгробни натписи, уклесани првокласиним словима, садрже обиље података о животу покојника.